# Leichtathletik-Europameisterschaften 1958/Speerwurf der Männer

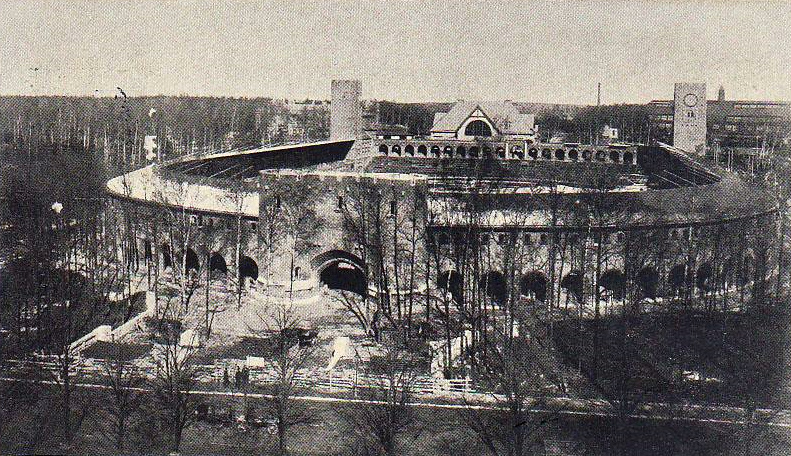
Ansichtskarte des Stockholmer Olympiastadions aus dem Jahr 1912

Der Speerwurf der Männer bei den Leichtathletik-Europameisterschaften 1958 wurde am 22. und 23. August 1958 im Stockholmer Olympiastadion ausgetragen.
Europameister wurde der polnische Titelverteidiger und Olympiazweite von 1956 Janusz Sidło. Auf den zweiten Platz kam der norwegische Weltrekordler und Olympiasieger von 1956 Egil Danielsen. Bronze ging an den Ungarn Gergely Kulcsár.

## Rekorde

### Bestehende Rekorde
| Weltrekord           | 85,71 m | Egil Danielsen | OS Melbourne, Australien | 26. November 1956 |
| Europarekord         | 85,71 m | Egil Danielsen | OS Melbourne, Australien | 26. November 1956 |
| Meisterschaftsrekord | 76,87 m | Matti Järvinen | EM Paris, Frankreich     | 3. September 1938 |

### Rekordverbesserungen
Im Verlauf des Finales am 24. August verbesserte der polnische Europameister Janusz Sidło den bestehenden EM-Rekord zweimal:
- 79,45 m – zweiter Versuch
- 80,18 m – dritter Versuch

## Qualifikation
23. August 1958, 18.15 Uhr
Die neunzehn Teilnehmer traten zu einer gemeinsamen Qualifikationsrunde an. Die Qualifikationsweite für den direkten Finaleinzug betrug 67,00 m. Fünfzehn Athleten übertrafen diese Marke (hellblau unterlegt), nur vier Werfer schieden aus. Wie in fast allen Sprung- und Wurfwettbewerben stellt sich unter diesen Umständen die Frage, weshalb überhaupt eine Qualifikation angesetzt wurde.
| Platz | Name                   | Nation         | Weite (m) |
| ----- | ---------------------- | -------------- | --------- |
| 1     | Knut Fredriksson       | Schweden       | 73,90     |
| 2     | Janusz Sidło           | Polen          | 73,41     |
| 3     | Hans Schenk            | Deutschland    | 72,70     |
| 4     | Väinö Kuisma           | Finnland       | 71,76     |
| 5     | Egil Danielsen         | Norwegen       | 70,57     |
| 6     | Carlo Lievore          | Italien        | 70,30     |
| 7     | Giovanni Lievore       | Italien        | 70,22     |
| 8     | Gergely Kulcsár        | Ungarn         | 69,95     |
| 9     | Charles Vallman        | Sowjetunion    | 69,80     |
| 10    | Zbigniew Radziwonowicz | Polen          | 69,54     |
| 11    | Alec Syrowatsky        | Frankreich     | 69,48     |
| 12    | Wladimir Kusnezow      | Sowjetunion    | 68,54     |
| 13    | Michel Macquet         | Frankreich     | 67,79     |
| 14    | Leif Hellgren          | Schweden       | 67,40     |
| 15    | Willy Rasmussen        | Norwegen       | 67,35     |
| 16    | Veikko Laine           | Finnland       | 66,58     |
| 17    | Heinrich Will          | Deutschland    | 65,36     |
| 18    | Colin Smith            | Großbritannien | 65,35     |
| 19    | Guy Van Zeune          | Belgien        | 59,43     |

## Legende
Kurze Übersicht zur Bedeutung der Symbolik – so üblicherweise auch in sonstigen Veröffentlichungen verwendet:
| – | verzichtet |
| x | ungültig   |

## Finale

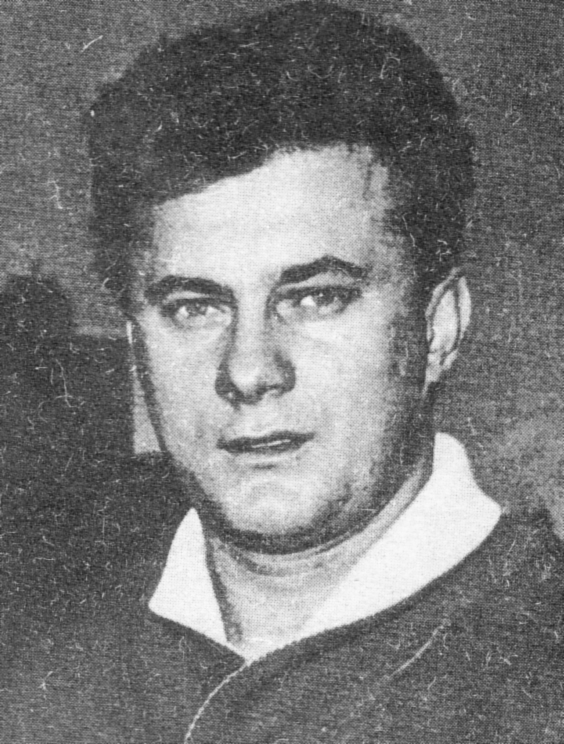
Europameister Janusz Sidło, Olympiazweiter von 1956, verteidigte seinen Titel
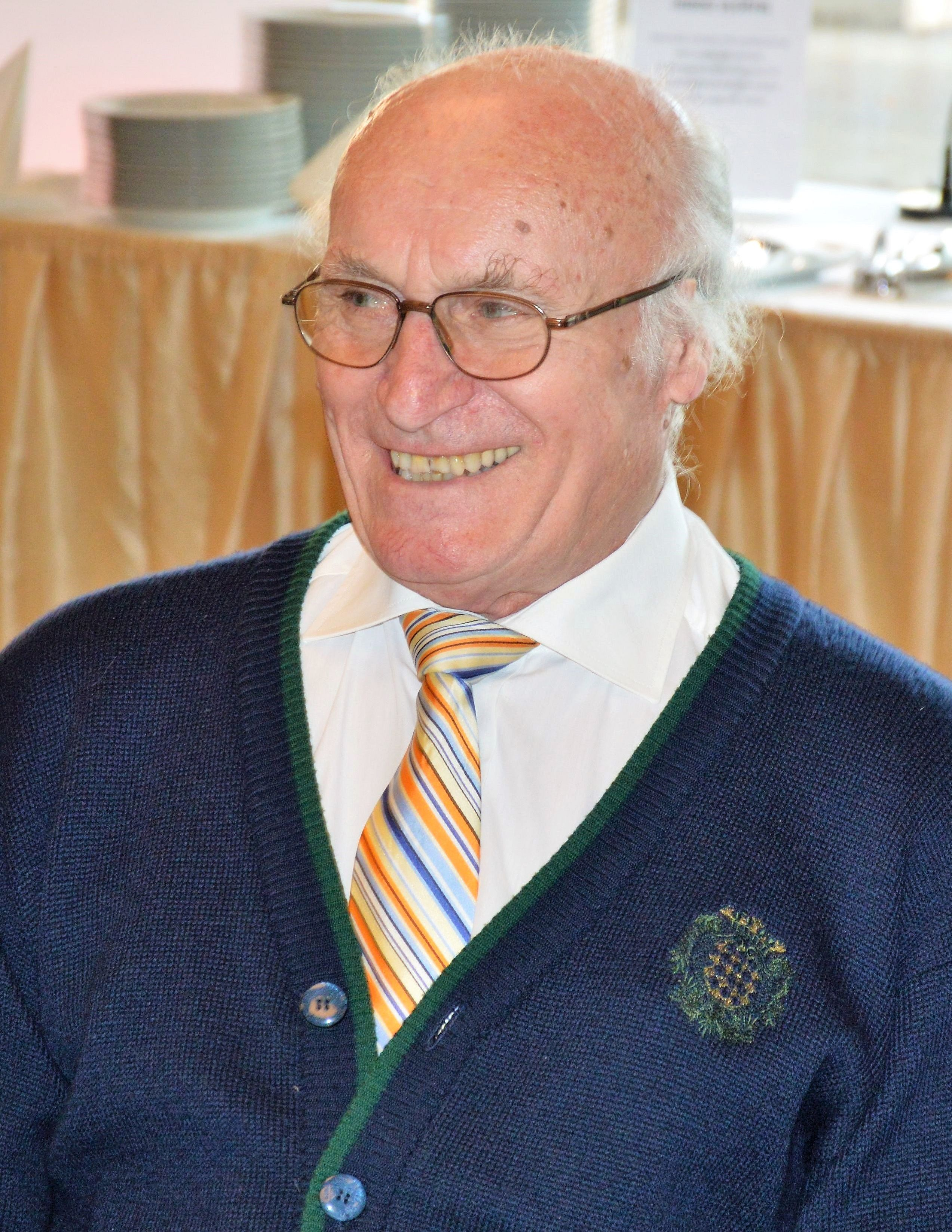
Bronzemedaillengewinner Gergely Kulcsár im Jahr 2013

24. August 1958, 16.15 Uhr
| Platz | Name                   | Nation      | Bestweite (m) | 1. Versuch (m)               | 2. Versuch (m)               | 3. Versuch (m)               | 4. Versuch (m)               | 5. Versuch (m)               | 6. Versuch (m)               |
| 1     | Janusz Sidło           | Polen       | 80,18 CR      | 75,50                        | 79,45 CR                     | 78,03                        | 80,18 CR                     | 76,31                        | 69,91                        |
| 2     | Egil Danielsen         | Norwegen    | 78,27         | 76,63                        | 72,26                        | x                            | 73.56                        | 71,02                        | 78,27                        |
| 3     | Gergely Kulcsár        | Ungarn      | 75,26         | Versuchsserie nicht bekannt  | Versuchsserie nicht bekannt  | Versuchsserie nicht bekannt  | Versuchsserie nicht bekannt  | Versuchsserie nicht bekannt  | Versuchsserie nicht bekannt  |
| 4     | Michel Macquet         | Frankreich  | 75,18         | Versuchsserien nicht bekannt | Versuchsserien nicht bekannt | Versuchsserien nicht bekannt | Versuchsserien nicht bekannt | Versuchsserien nicht bekannt | Versuchsserien nicht bekannt |
| 5     | Väinö Kuisma           | Finnland    | 74,90         | Versuchsserien nicht bekannt | Versuchsserien nicht bekannt | Versuchsserien nicht bekannt | Versuchsserien nicht bekannt | Versuchsserien nicht bekannt | Versuchsserien nicht bekannt |
| 6     | Wladimir Kusnezow      | Sowjetunion | 73,89         | Versuchsserien nicht bekannt | Versuchsserien nicht bekannt | Versuchsserien nicht bekannt | Versuchsserien nicht bekannt | Versuchsserien nicht bekannt | Versuchsserien nicht bekannt |
| 7     | Hans Schenk            | Deutschland | 73,43         | Versuchsserien nicht bekannt | Versuchsserien nicht bekannt | Versuchsserien nicht bekannt | Versuchsserien nicht bekannt | Versuchsserien nicht bekannt | Versuchsserien nicht bekannt |
| 8     | Giovanni Lievore       | Italien     | 73,38         | Versuchsserien nicht bekannt | Versuchsserien nicht bekannt | Versuchsserien nicht bekannt | Versuchsserien nicht bekannt | Versuchsserien nicht bekannt | Versuchsserien nicht bekannt |
| 9     | Knut Fredriksson       | Schweden    | 73,25         | Versuchsserien nicht bekannt | Versuchsserien nicht bekannt | Versuchsserien nicht bekannt | Versuchsserien nicht bekannt | Versuchsserien nicht bekannt | Versuchsserien nicht bekannt |
| 10    | Zbigniew Radziwonowicz | Polen       | 71,20         | Versuchsserien nicht bekannt | Versuchsserien nicht bekannt | Versuchsserien nicht bekannt | Versuchsserien nicht bekannt | Versuchsserien nicht bekannt | Versuchsserien nicht bekannt |
| 11    | Carlo Lievore          | Italien     | 68,88         | Versuchsserien nicht bekannt | Versuchsserien nicht bekannt | Versuchsserien nicht bekannt | Versuchsserien nicht bekannt | Versuchsserien nicht bekannt | Versuchsserien nicht bekannt |
| 12    | Willy Rasmussen        | Norwegen    | 68,63         | Versuchsserien nicht bekannt | Versuchsserien nicht bekannt | Versuchsserien nicht bekannt | Versuchsserien nicht bekannt | Versuchsserien nicht bekannt | Versuchsserien nicht bekannt |
| 13    | Charles Vallman        | Sowjetunion | 67,26         | Versuchsserien nicht bekannt | Versuchsserien nicht bekannt | Versuchsserien nicht bekannt | Versuchsserien nicht bekannt | Versuchsserien nicht bekannt | Versuchsserien nicht bekannt |
| 14    | Leif Hellgren          | Schweden    | 62,37         | Versuchsserien nicht bekannt | Versuchsserien nicht bekannt | Versuchsserien nicht bekannt | Versuchsserien nicht bekannt | Versuchsserien nicht bekannt | Versuchsserien nicht bekannt |
| 15    | Alec Syrowatsky        | Frankreich  | 61,99         | Versuchsserien nicht bekannt | Versuchsserien nicht bekannt | Versuchsserien nicht bekannt | Versuchsserien nicht bekannt | Versuchsserien nicht bekannt | Versuchsserien nicht bekannt |